# Деленс, Павел Антонович
Павел Антонович Деленс (1904—1985) — советский учёный, участник атомного проекта.

## Биография
Родился в Киеве 30 ноября 1904 года в семье врача Антона Станиславовича де Ленса, происходившего из обрусевшего дворянского французского рода.
Окончил механический факультет КПИ (1928).
- 1927—1929 чертежник на заводе «Арсенал»,
- 1929 инженер-конструктор проектно-монтажного треста «Тепло и сила»,
- 1930 инженер-механик треста «Укрсукно»,
- 1930—1941
- 1941—1944 (в эвакуации в Свердловске) заместитель главного энергетика, затем заведующий конструкторским бюро завода «Уралхиммаш».
- 1944—1953 начальник отдела НИИхиммаша (Москва)
- 1953—1957 начальник конструкторского отдела НИИ-8
- 1957—1983 — заместитель директора НИИ-8 (НИКИЭТ) и одновременно начальник сектора транспортных установок.

Участник проектирования первого в СССР промышленного реактора, один из руководителей проекта первой реакторной установки для атомной подводной лодки, автор концепции нового поколения транспортных ядерных энергетических установок блочного типа.
Доктор технических наук (1956).

## Награды и премии
- Сталинская премия второй степени (1949) — за разработку конструкции атомного реактора
- Сталинская премия первой степени (1953) — за расчётные и экспериментальные работы по созданию реакторов для производства трития
- Ленинская премия (1959)
- два ордена Ленина (1949)
- другие ордена и медали
- Золотая медаль имени И. В. Курчатова.